# Warna (zespół muzyczny)
Warna – indonezyjska grupa wokalna z Dżakarty.
Formacja powstała w 1994 roku z inicjatywy Tamama Huseina, ojca Niny Tamam, jednej z pierwotnych wokalistek zespołu. Do grupy przyjął on wówczas Deę Mirellę i Sarwanę Thamrina, poznanych na konkursie karaoke. Następnie do zespołu dołączyli Victoria Margareta (Ria) i Steven Kurniawan Tamadji (Stephen). Po odejściu Dei i Niny (kolejno w latach 2003 i 2005) na ich miejsce weszły Ira Pangesti Haryono i Adsary Zinnia Rugebregt (Ari).
W 1998 r. grupa wydała swój debiutancki album pt. Dalam Hati Saja, który okazał się sukcesem komercyjnym.
Na swoim koncie mają nagrody AMI (Anugerah Musik Indonesia) 1999 (w kategoriach: najlepszy album R&B za Dalam Hati Saja i najlepsza grupa R&B za Rindu Ini). Utwór „Haruskah”, stworzony przez Stephena, zdobył nagrodę główną na konkursie Philippines International Songwriting Competition.

## Dyskografia
Źródło:
Albumy
- 1998: Dalam Hati Saja
- 2000: Cinta
- 2006: Warna With Friends
- 2009: Warna